# Хавер
Хавер, также хабер (др.-евр. חבר‬; мн. ч. хаверим), — на древнееврейском языке «товарищ», «друг». В этом смысле слово встречается в Библии (Пс. 118:63). В талмудической литературе слово употребляется в этом и в других, более специальных значениях.

## Талмуд
В Талмуде имеется такое изречение в смысле «товарища»: «Твой хавер имеет хавера; хавер твоего хавера также имеет хавера, каждое твоё слово таким образом передаётся от одного к другому и становится общим достоянием».
Также означает товарища по учению. Один законоучитель выразился так: «Я многому научился от своих учителей, но ещё большему от своих товарищей».
В связи со словом «талмид» (ученик или ученик мудреца), хавер означает ученика, которого по его познаниям учитель считает также своим товарищем. Отсюда слово «хавер» стало употребляться как титул. В XI веке этот титул давался членам судебных учреждений.

### Член товарищества
Кроме того, в талмудической литературе этим словом обозначали члена товариществ или союзов, образовавшихся в целях точного соблюдения законов о ритуальной чистоте и десятине (маасер). Мишна сообщает, что Гиркан I произвёл в стране расследование, как народ выполняет установленные Библией законы о десятине в пользу священников, левитов и бедных. Расследование показало, что выделялась только терума.
Решено было объявить продукты сельского населения сомнительными относительно десятины («демай»). Только те продукты считались чистыми по отношению к десятине, владелец которых мог доказать свое благочестие, и таким доказательством являлась его принадлежность к товариществу (חבורה) или, по крайней мере, приверженность к последнему; в первом случае он назывался חבר, а во-втором — נאמן (заслуживающий доверия). Ревнители закона группировались в товарищества для соблюдения высшей чистоты и применения особенных правил, как, например, מדף, היסט и пр., которые другими не соблюдались. К этим товариществам принадлежали люди высшего благочестия эпохи Второго храма, хасидеи. Не входящие в товарищества назывались ам-хаарец (нехавер), плоды их земли были «демай», а пища и платье нечисты.
Товарищества сослужили большую службу для сохранения иудаизма; из них вышли законоучители и все те мученики, которые своим героизмом во времена гонений не дали погибнуть иудаизму. Хавер заботился о соблюдении субботы и праздников, совершал дела благотворительности, утешал своих братьев в скорби и становился благодаря этому опорой народа.

## Титул
В позднейшее время в еврейских общинах Германии под словом хавер подразумевали лицо, которое посвятило много лет изучению религии. Йонатан Эйбешюц дал этот почётный титул христианину-профессору Тиксену.